# Craepaloprumnon racemosum
Craepaloprumnon racemosum là một loài thực vật có hoa trong họ Liễu. Loài này được (C. Presl) H. Karst. mô tả khoa học đầu tiên năm 1861.